# Johannes Vögeli
Johannes Vögeli (getauft 21. März 1642 in Burgdorf BE; † 1713 oder 1714 ebenda) war ein bedeutender Hafner des späten 17. Jahrhunderts.

## Leben
Johannes Vögeli wurde am 21. März 1642 getauft (Alle Nachweise und Referenzen siehe Heege 2016). Sein Grossvater Hans/Johannes (1585–1651) und sein Vater Jakob (1613–1696) waren beide Seiler und zugleich Burger von Burgdorf. Johannes wurde 1659 ebenfalls als Burger in Burgdorf angenommen und wurde Mitglied in der Zunft zu Schmieden und Zimmerleuten. Er heiratete am 4. August 1662 Catharina Leeman. Die Ehe blieb kinderlos.
Unter dem 4. Juni 1659 verzeichnet das Ratsmanual von Burgdorf: «Johannes Vögeli dem Hafner ist zwar bewilliget, in seines Vatters se: behusung ein Brönofen ze machen. In Form wi er sölches den Hrn., so den Augenschein ingenommen, angegeben. Jedoch nur so lang es mHerren gefalt.» Dieser Eintrag bedeutet, dass Johannes mit 17 Jahren, unmittelbar nachdem er als Burger angenommen worden war, eine Töpferwerkstatt mit Brennofen im elterlichen Haus einrichtete. Es erstaunt daher nicht, wenn Johannes Vögeli nach 1660/61 auch in den bernischen Amtsrechnungen für Burgdorf vorkommt. Wo die Werkstatt genau lag, ist unbekannt.
Der Töpferofen von Johannes sollte in den kommenden Jahren immer wieder für Probleme sorgen. Im Juli 1663 meldete das Ratsmanual, dass zum Schrecken der Nachbarn aus dem erlaubten Brennofen des Hafners Johannes Vögeli Flammen schlugen. Vögeli erklärte daraufhin, er habe nur grösseres Geschirr gebrannt und kein kleineres. Er wurde ermahnt, in Zukunft vorsichtiger zu sein. Für April 1667 ist ein ähnlicher Vorfall belegt. 1673 musste Vögeli sogar den Um- oder Neubau eines Töpferofens in seinem Haus stoppen, nachdem sich offenbar die Nachbarschaft über die potentielle Feuergefahr beim Rat beschwert hatte. Schliesslich wurde beschlossen: «Dass er den zu machen vorhabenden anderwertigen Brönoffen in seiner Mutter Haus (Verena Venner, Erg. Verf.) werschafft ze machen begehren.» Ausserdem müsse er für alle auftretenden Schäden aufkommen.
Streit um die Standorte der als feuergefährlich eingestuften Töpferöfen, gab es in Burgdorf immer wieder, auch im Zusammenhang mit anderen Hafnern. So drohte z. B. 1683 der Hafner Oswald Schönberger (geb. 1642), wenn man ihm keinen anderen Platz zu einem Brennofen als im Kloster anbiete, gehe er fort und lasse Frau und Kinder im Stich. Daraufhin erhielt er die Bewilligung, «im Graben einen Brennofen zu machen». Möglicherweise handelt es sich um den Grabenbereich neben dem Mühletor, denn dort gehörte Oswald Schönberger 1715 zu den Geschädigten des Unterstadtbrandes. 1697 wurde er erneut abgewiesen, als er einen Brennofen im Graben an der Ringmauer errichten wollte. 1690 wollte der Hafner Bendicht Gammeter (geb. 1648) bei seinem Haus «im Graben vorem underen Thor» (= Wynigentor) einen neuen Brennofen errichten. Dies wurde jedoch wegen Beschwerden der Nachbarschaft abgewiesen. Schliesslich genehmigte ihm der Rat, einen Brennofen in seinem Haus anzulegen, wenn dieser die Nachbarschaft nicht gefährde.
In Bezug auf die Werkstatt des Johannes Vögeli gab es 30 Jahre lang keine Beschwerden mehr. Erst 1703 wurde er erneut «wegen allzu starker Feuerung» befragt. Er gab an, dass sein Geselle etwas zu stark gefeuert habe, was ihm leid tue.
1676 lässt sich belegen, dass Johannes Vögeli aus dem Lohn des Hafners Jacob Knup d. J. von Oberburg (verstorben 1690), wöchentlich zwei Batzen zur Unterstützung von Knups Frau und seinen drei Kindern beitragen musste. Offenbar arbeitete Knup in Vögelis Betrieb. Aufgrund von leider undatierten Einträgen im Zinsrodel der Schmiedenzunft (ca. 1686/1691–1713) lässt sich belegen, dass Johannes Vögeli auch Lehrlinge ausbildete. Vögelis Arbeiten waren inzwischen wohl von einer solchen Qualität, dass man ihm 1677 auch einen öffentlichen Auftrag zukommen liess. Für 20 Kronen samt Trinkgeld wurde ihm das Setzen eines neuen Kachelofens in der hinteren Ratsstube verdingt. Zwischen 1689/90 und 1697/98 lassen sich Arbeiten von Johannes Vögeli auch in den bernischen Amtsrechnungen für die Landvogtei Brandis belegen.
Von 1680 bis 1684 wirkte Johannes Vögeli als «Iseler», d. h. Aufseher über Mass und Gewicht. Als Mitglied des 32er Rates versah er von 1684 bis 1688 das Amt des «Einungers». Damit führte er als eine Art städtischer Polizeibeamter die Aufsicht über Forsten und Holzabgaben. Im Alter von 60 Jahren heiratete er 1702 ein zweites Mal Magdalena Matter. Ein gemeinsamer Sohn Johann Christian wurde am 14. Oktober 1703 getauft.
Es war eher ungewöhnlich für einen Hafner, dass er zu Ratswürden kam, doch war dies bei Johannes Vögeli der Fall. Als Mitglied des 32er Rates wurde er ab 1705 für fünf Jahre zum Kirchmeier, d. h. dem Verwalter Kirchenfinanzen gewählt.
Für seinen tapferen Einsatz beim Burgdorfer Oberstadtbrand von 1706 erhielt der Geselle von Johannes Vögeli eine «Discretion». Vögeli selbst verteilte nach dem Feuer jeder betroffenen Haushaltung «etliche Stücke irdenes Geschirr».
1706 lässt sich ein Streit zwischen dem Kirchmeier und Hafnermeister Johannes Vögeli und dem Hafner Bendicht Gammeter belegen. Gammeter war die Errichtung eines Kachelofens im Sigristenhaus (am Kirchbühl/Beginengässli) vom Burgermeister verdingt worden. Der Ofen wurde jedoch, so erkennt der Rat zu Recht von Vögeli gemacht, da die Obhut über Öfen und Fenster zu den Amtsaufgaben des Kirchmeiers gehört.
Dem Meisterbuch der Schmiedenzunft kann unter dem 26. Dezember 1712 ein weiterer Hinweis auf Johannes Vögeli entnommen werden. Ihm wurde «wegen vorgeschützten hohen Alters (70 Jahre!) und Leibsunvermöglichkeiten die Besuchung der Leichten (Leichenbegräbnisse) gegen 5 Bz» erlassen. Er «solle aber das Meisterbott so weit wie möglich besuchen oder sonst Ersatzzahlung von 1 lb leisten». Leider gibt es 1713–1714 eine Lücke in den Burgdorfer Totenrodeln, so dass unklar ist, wann Johannes Vögeli starb. Laut dem städtischen Chronisten Joh. Rudolf Aeschlimann hat Johannes Vögeli bei seinem Tod keine Kinder hinterlassen. Auch im Zusammenhang mit dem Unterstadtbrand von 1715 wird kein Geschädigter mit Namen Johannes Vögeli in den Archivalien genannt. Vermutlich kann man für ihn aufgrund der bisher ermittelten Daten mit einer Produktionszeit von 1659 bis maximal 1714 rechnen.

## Werke

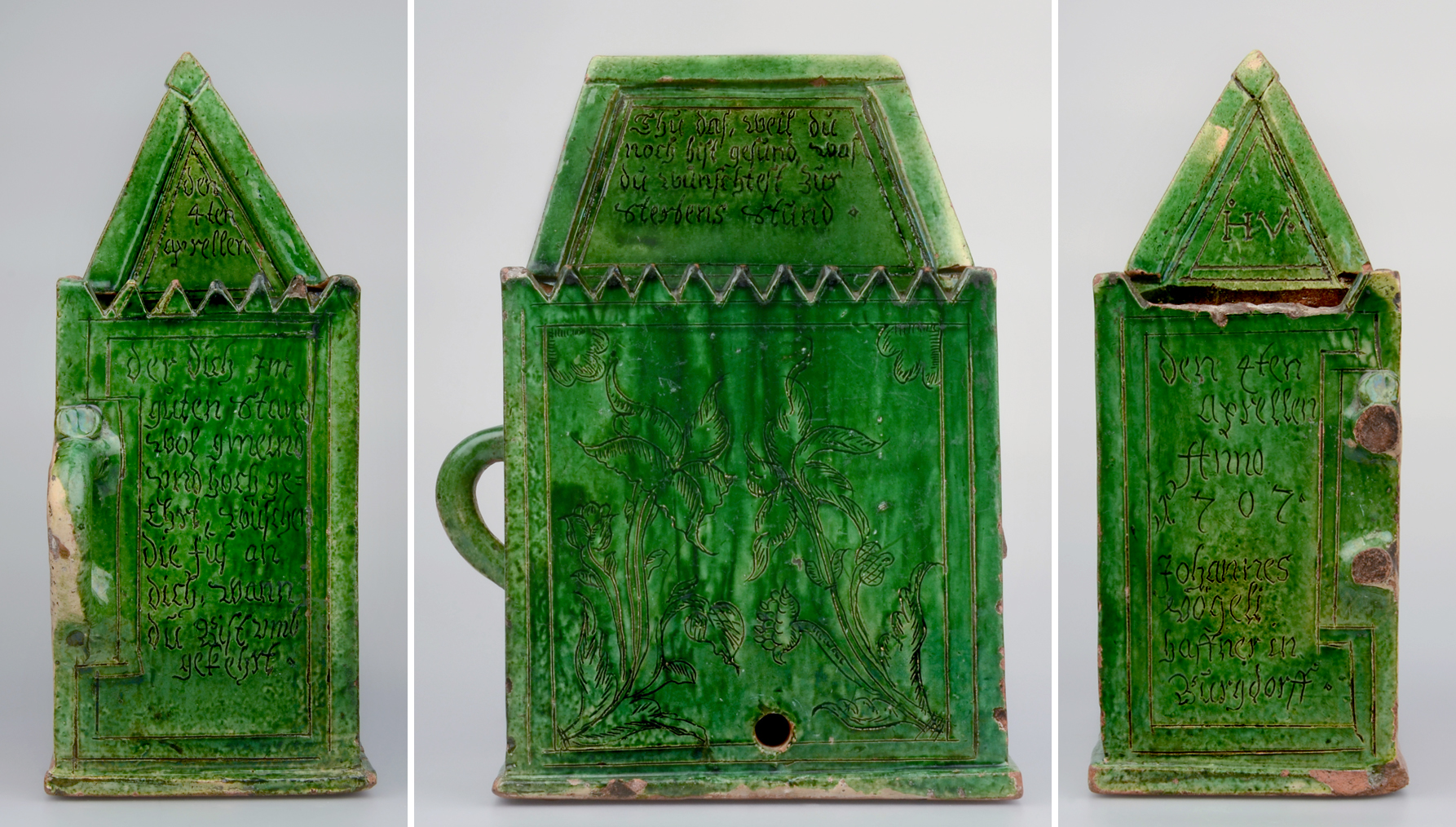
Wandbrunnen von Johannes Vögeli, signiert und datiert 1707

Heute lassen sich dem Hafner Johannes Vögeli auf stilistischem Wege noch 11 Keramiken eindeutig zuweisen. Unter diesen ist ein signierter und datierter Wandbrunnen von 1707, den das Schlossmuseum Burgdorf verwahrt (Inv. IV-1060) besonders hervorzuheben.